# Вампир (филм)
„Вампир“ български телевизионен игрален филм (драма) от 1991 година по сценарий и режисура на Павел Павлов. Оператор е Иван Варимезов. Базиран е по едноименната пиеса на Антон Страшимиров. Музиката е на Румяна Цинцарска. Художник е Любомир Попов. 
Сниман е през 1991 г., и е излъчван премиерно по БНТ 1 през 1992 г.

## Сюжет
Във „Вампир“ има поне две сюжетни линии. Любовният триъгълник между младите – кметският син Жельо, сиракът Динко и Вела – е в основата на повествованието, но омразата и съперничеството между родителите на богатското кметско чедо и Велината майка е скритият механизъм, който задвижва историята в посоката, която Страшимиров е избрал да поеме в своето произведение. 

## Актьорски състав
| Роля                   | Изпълнител      |
| ---------------------- | --------------- |
| ханджийката Малама     | Невена Коканова |
| Жельо, кметския син    | Васил Бинев     |
| Динко, конярчето       | Андрей Баташов  |
| Вела, дъщеря на Малама | София Кузева    |
| кмета Марко            | Васил Банов     |
| Марковица              | Ани Бакалова    |
| Ябланица               | Люба Алексиева  |